# Chlum (kulle i Tjeckien, Hradec Králové, lat 50,23, long 15,54)
Chlum är en kulle i Tjeckien.   Den ligger i regionen Hradec Králové, i den centrala delen av landet, 80 km öster om huvudstaden Prag. Toppen på Chlum är 288 meter över havet.
Terrängen runt Chlum är huvudsakligen platt. Runt Chlum är det ganska tätbefolkat, med 52 invånare per kvadratkilometer. Närmaste större samhälle är Nový Bydžov, 3,5 km väster om Chlum. Trakten runt Chlum består till största delen av jordbruksmark.